# Shadowhunters
Shadowhunters ist eine US-amerikanische Fantasyserie, die auf der Buchreihe Chroniken der Unterwelt von Cassandra Clare basiert. Sie wurde von Constantin Film produziert und erzählt die Geschichte von Clary Fray, die erfährt, dass sie eine Schattenjägerin ist. Die Hauptrollen haben Katherine McNamara und Dominic Sherwood inne. Die Erstausstrahlung in den Vereinigten Staaten war am 12. Januar 2016 bei Freeform. Die deutsche Free-TV-Premiere folgte am 28. März 2019 auf sixx.

## Handlung

### Staffel 1
Die achtzehnjährige Clary Fray geht an ihrem Geburtstag mit ihrem besten Freund Simon Lewis und seiner Bandkollegin Maureen in einen Club und trifft dort auf drei Teenager mit seltsamen Tattoos und fremdartigen Waffen. Da sie die einzige ist, die die drei sehen kann, läuft sie ihnen nach, wodurch sie Zeuge eines Massakers wird, das wieder nur sie zu sehen scheint. Daraufhin wird ihre Mutter entführt, die einen magischen Kelch besitzt, den wohl wichtigsten Gegenstand der sogenannten Unterwelt, in die Clary jetzt hineingeraten ist und in der Werwölfe, Vampire und Elfen keine Schauermärchen mehr sind. Die drei Shadowhunter Jace Wayland, Alec Lightwood und Isabelle Lightwood, deren Eltern die Leiter des New Yorker Instituts sind, zeigen Clary Fray die düstere Parallelwelt, an die sie sich nicht erinnern kann, da ihre Erinnerungen zum Schutz des Mädchens und des Engelkelches von dem Hexenmeister Magnus Bane gelöscht worden sind. Jace Wayland bringt ihr bei, in seiner Welt zu überleben, wobei die beiden Gefühle füreinander entwickeln. Dadurch entsteht ein Konkurrenzkampf zwischen Simon und Jace um die schöne Shadowhunterin, wobei der gutmütige Simon eindeutig den Kürzeren zieht. Alec hegt starke Abneigungen gegen Clary Fray, da er über seine gegenseitig Kraft verleihende Parabatai-Bindung hinaus starke Gefühle für Jace Wayland hegt. Jace Wayland steht immer hinter Clary Fray, die auf jede erdenkliche Weise versucht ihre Shadowhuntermutter Jocelyn Fray vor Valentine, ihrem Vater, zu beschützen und sie zu befreien. Der Kampf um den Kelch hat begonnen, wodurch Clary in größter Gefahr ist, denn sie ist der Schlüssel zur Endlosen Macht des Kelches, doch ihre Erinnerungen bleiben verschwunden. Im Laufe der Staffel wird Alecs und Isabelles Eltern die Leitung des Instituts durch Lydia Branwell entzogen, da es häufig zu Gesetzesverstößen kommt, wenn die jungen Shadowhunter sich auf eigene Faust auf die Suche nach dem Kelch machen. Weiterhin macht der begabte Hexenmeister Magnus Bane Alec schöne Augen und Simon wird durch Clarys Entscheidung in einen Vampir verwandelt und muss somit sein bisheriges Leben aufgeben. Zum Ende spitzt sich die Lage zu, als Valentine Clary und Jace eröffnet, dass sie Geschwister sind, wodurch ihre Beziehung in eine unangenehme Lage kommt.

### Staffel 2
Im Institut herrscht große Aufregung, nachdem Jace mit Valentine, dessen Kreis immer stärker wird, verschwunden ist. In der Zwischenzeit ist Clarys Mutter Jocelyn erwacht. Raphael sucht immer noch nach Camille, die von Clary und ihren Verbündeten befreit wurde. Alec versucht derweil mit seinen Parabataikräften Jace zu finden und versinkt mit seiner Seele in eine Zwischenwelt, nur Jace kann ihn jetzt noch zurückholen. Jace wird in der Zwischenzeit wegen Hochverrat vom Rat gesucht. Jace hat die Wahl, rettet er Alec oder flieht er vor dem Rat? Magnus benutzt seine Kräfte um Alec's Seele in der Zwischenwelt zu halten, bis Jace auftaucht. Alec wird von Jace gerettet, der direkt danach vom Rat festgenommen und in die Stadt der Gebeine geschickt wird. Während die Shadowhunter und die Unterweltler den Weg in eine neue Welt finden, werden ungewöhnliche Bündnisse geschlossen. Nach einem Angriff auf das Institut, der zahlreiche Verluste mit sich bringt, wächst eine Kluft zwischen den beiden Gruppen. Dabei steht das Team rund um Clary und Jace mittendrin.

### Staffel 3
Nachdem Clary und ihre Freunde Valentine und den dämonenblütigen Jonathan besiegt haben, taucht eine neue Bedrohung auf: Lilith, die Königin der Höllendimension Edom. Es gelang ihr, in die Oberwelt zu gelangen, und nun will sie ihren toten Sohn Jonathan wieder von den Toten zurückholen. Dazu benötigt sie Blut von Menschen, welche ihre Liebsten ermordet haben, Valentines Fleisch und Clarys Herz. Jace scheint den Verstand zu verlieren, doch in Wahrheit ist er besessen von der Königin von Edom (Lilith). Maias und Simons Beziehung wird auf eine harte Probe gestellt, als Maias Exfreund Jordan Kyle, der sie in einen Werwolf verwandelt hat, plötzlich in der Stadt auftaucht. Mit Hilfe des besessenen Jace gelingt es Lilith, Clary in die Finger zu bekommen. Ihre Freunde kommen, um sie und Jace zu retten. Magnus bittet seinen dämonischen Vater Asmodeus um Hilfe. Doch bei ihm hat alles seinen Preis. Magnus soll seine Magie aufgeben. Lilith versieht Clary und den toten Jonathan mit einer Rune. Jace kann gerettet werden, wobei Magnus seine Magie verliert, und Simon verbannt mit seinem Kainsmal Lilith zurück in die Hölle, wodurch das gesamte Gebäude explodiert. Doch Clary und ihr wiedererweckter Bruder bleiben verschwunden.
Alle halten Clary für tot. Doch sie und ihr Bruder Jonathan haben überlebt. Sie sind durch eine Rune miteinander verbunden: Wird einer von beiden verletzt, leidet auch der andere. Luke und Jace haben die Hoffnung nicht aufgegeben und suchen nach Clary. Jonathan sucht währenddessen in Paris nach dem Morgensternschwert, dem Familienerbstück der Morgensterns. Jace und die anderen finden Clary und kehren zum Institut zurück, Jonathan konnte entkommen. Doch durch die Rune fühlt sich Clary zu ihrem Bruder hingezogen und verliert allmählich die Kontrolle über ihr Handeln. Magnus bekommt von seinem dämonischen Vater seine Magie zurück, da Asmodeus und Alec einen Handel eingegangen sind: Asmodeus hat verlangt, dass Alec die Beziehung zu Magnus beendet, dafür gibt Asmodeus seinem Sohn die Magie zurück. Alec darf außerdem Magnus nichts über diesen Handel verraten, da der Handel dann sofort nichtig würde. Magnus findet jedoch in einer Konfrontation mit seinem Vater heraus, weshalb dieser ihm die Magie zurückgab. Magnus öffnet daraufhin ein Portal ohne Zielort und schleudert Asmodeus hinein, wodurch dieser nun für immer im Nimbus gefangen ist. Das Team beschwört Lilith, um sie nach der Aufhebung des Runenfluches zu fragen. Das ist aber nur mit dem himmlischen Feuer des Engelsschwertes Glorius möglich. Es gelingt ihnen, Jonathan gefangen zu nehmen, doch die Macht der Zwillingsrune siegt und Clary und Jonathan fliehen zusammen. Jace und die anderen müssen sich beeilen und schmieden ein neues Glorius-Schwert. Sie schaffen es, den Bund zwischen Clary und Jonathan zu trennen. Dabei wird Jonathan mit seinem Dämonenblut noch mächtiger und droht damit, alle Schattenjäger auszulöschen, angefangen mit Idris, der Heimat der Schattenjäger. Er öffnet mit dem Morgensternschwert einen Durchgang zur Hölle, so dass alle Dämonen in diese Welt vordringen können. Magnus opfert sich und teleportiert sich nach Edom, um den Riss zu schließen. Solange er dort bleibt, ist der Riss verschlossen. Clary und die anderen reisen ebenfalls nach Edom, um Magnus zu befreien. Dazu verbünden sie sich mit den Unterweltlern. Mithilfe des himmlischen Feuers gelingt es ihnen, Lilith zu töten. Dabei wird ganz Edom zerstört. Wieder zu Hause, müssen sie sich aber noch Jonathan stellen, welcher ein Institut nach dem anderen überfällt und alle Schattenjäger und Zivillisten tötet. Clary bekommt eine Nachricht von den Engeln, dass sie keine eigenen Runen mehr benutzen dürfe. Ansonsten verliere sie die Erinnerung an die Schattenwelt und sei nicht länger eine Schattenjägerin. Clary reist zu Jonathans aktuellen Standort. Sie tötet ihn mittels einer neuen Rune, doch bringt so die Engel gegen sich auf und ihre Runen verschwinden nacheinander während der Hochzeitsfeier von Magnus und Alec. Sie verabschiedet sich von all ihren Freunden, ohne ihnen den wahren Grund zu nennen und verlässt am Ende unter Tränen das Institut, als sie bemerkt, dass die Shadowhunter-Wachen am Eingang für sie unsichtbar wurden. Clary verliert ihre Erinnerung an die Schattenwelt und lebt wieder wie ein normaler Mensch. Ein Jahr später begegnet sie Jace und es scheint, dass zumindest Erinnerungsfetzen wieder zurückkommen. Sie sagt ihm, dass sie sich an ihn erinnert und ihr fällt sogar wieder ein, dass er Jace heißt.

## Produktion
Nachdem im Sommer 2013 der Kinofilm Chroniken der Unterwelt – City of Bones in die Kinos kam und das Einspielergebnis nicht den Erwartungen entsprach, entschied sich Constantin Film im Oktober 2014 dazu, die Reihe als Fernsehserie neu zu produzieren. Im März 2015 wurde bekannt, dass die Romanreihe von Freeform (damals noch ABC Family) als Fernsehserie unter dem Titel Shadowhunters adaptiert werden würde. Als Regisseur für die erste Folge konnte McG engagiert werden. Showrunner und Executive Producer wurde Ed Decter. Nach Bekanntgabe der Serie äußerte sich Tom Ascheim, ABC-Family-Vorsitzender, folgendermaßen: „'Shadowhunters' ist eine große, epische Saga, welche diejenigen Zuschauer von ABC Family begeistern wird, die Franchises wie 'Harry Potter', 'Tribute von Panem' und 'Twilight' mögen.“ Die Dreharbeiten zur ersten Staffel begannen am 28. Mai 2015 in Toronto.
Im April 2015 wurde als erster Hauptdarsteller der Serie Dominic Sherwood für die Rolle des Jace Wayland gecastet. Am 1. Mai 2015 berichtete die Variety, dass die Newcomer Alberto Rosende und Emeraude Toubia gecastet wurden. Sie übernehmen die Rollen Simon Lewis und Isabelle Lightwood. Die weibliche Hauptrolle der Clary Fray ging wenige Tage später an Katherine McNamara. Kurz drauf stießen Matthew Daddario und Isaiah Mustafa zum Projekt. Mitte Mai 2015 wurde die Rolle des Valentine Morgenstern mit Alan van Sprang und die Rolle des Magnus Bane mit Harry Shum junior besetzt. Die Rolle der Jocelyn Fray ging am 18. Mai 2015 an Maxim Roy.
Nebenrollen gingen im Juni 2015 an Jon Cor und David Castro.
Im März 2016 hat Freeform die Serie um eine zweite Staffel verlängert, die am 2. Januar 2017 in den USA startete. Zu Beginn der Produktion der zweiten Staffel verließ Showrunner Ed Decter infolge kreativer Differenzen überraschend die Serie und wurde eine Woche später durch Todd Slavkin und Darren Swimmer ersetzt. Im April 2017 bestellte Freeform eine dritte Staffel der Serie, die seit dem 20. März 2018 ausgestrahlt wird. Im Juni 2018 wurde das Ende der Serie nach der 3. Staffel bekanntgegeben. 2019 wurde noch der 2. Teil der 3. Staffel ausgestrahlt, sowie zwei weitere Folgen, mit denen die Serie abgerundet enden sollte. Zuvor wurde von der Fangemeinde eine Aktion zu Rettung der Serie unter den Hashtags #SaveShadowhunters bzw. #PickUpShadowhunters gestartet. Unter diesem Hashtag flog zum Beispiel bereits ein Flugzeug mit einem Banner über das Netflix-Studio und es gab eine Werbetafel auf dem Time Square. Die Aktion hatte allerdings keinen Einfluss auf die Produktion einer weiteren Staffel.

## Besetzung und Synchronisation
Die Serie wird bei der Berliner Synchron vertont. Die Dialogbücher der ersten Staffel schrieb Sebastian Zidek, die Synchronbücher der zweiten Staffel verfasste er zusammen mit Dirk Müller und Tino Kießling, die zudem die Dialogbücher der dritten Staffel schrieben. Ronald Nitschke und Klaus Bauschulte führten bei der ersten Staffel die Dialogregie, diese wird inzwischen ebenfalls von Müller und Kießling übernommen.
| Rollenname                                                                         | Gattung               | Schauspieler       | Hauptrolle (Folgen) | Nebenrolle (Folgen) | Synchronsprecher                                             |
| ---------------------------------------------------------------------------------- | --------------------- | ------------------ | ------------------- | ------------------- | ------------------------------------------------------------ |
| Clarissa „Clary“ Fray                                                              | Shadowhunter          | Katherine McNamara | 1.01–3.22           |                     | Amelie Plaas-Link Melinda Rachfahl (2 Folgen)                |
| Jonathan Christopher „Jace“ Herondale(Wayland) (adoptierter Lightwood/Morgenstern) | Shadowhunter          | Dominic Sherwood   | 1.01–3.22           |                     | Konrad Bösherz Julius Jellinek (3 Folgen)                    |
| Simon Lewis                                                                        | Vampir                | Alberto Rosende    | 1.01–3.22           |                     | Henning Nöhren Raúl Richter (2.19, Staffel 3)                |
| Isabelle „Izzy“ Lightwood                                                          | Shadowhunter          | Emeraude Toubia    | 1.01–3.22           |                     | Lo Rivera (Staffeln 1–2) Bianca Warnek (Staffel 3)           |
| Alexander „Alec“ Gideon Lightwood                                                  | Shadowhunter          | Matthew Daddario   | 1.01–3.22           |                     | Nick Forsberg                                                |
| Luke Garroway (Lucian Graymark)                                                    | Werwolf, Shadowhunter | Isaiah Mustafa     | 1.01–3.22           |                     | Charles Rettinghaus (Staffel 1) Tino Kießling (ab Staffel 2) |
| Magnus Bane                                                                        | Hexenmeister          | Harry Shum junior  | 1.01–3.22           |                     | Fabian Oscar Wien                                            |
| Maia Roberts                                                                       | Werwolf               | Alisha Wainwright  | 3.01–3.22           | 2.03–2.20           | Maja Maneiro (Folge 2.03–2.11) Sarah Riedel (ab Folge 2.13)  |

| Rollenname                            | Gattung                             | Schauspieler          | Nebenrolle (Folgen)                           | Synchronsprecher                                                                            |
| ------------------------------------- | ----------------------------------- | --------------------- | --------------------------------------------- | ------------------------------------------------------------------------------------------- |
| Jocelyn Fray                          | Shadowhunter                        | Maxim Roy             | 1.01–2.05, 3.22                               | Christin Marquitan                                                                          |
| Valentine Morgenstern                 | Shadowhunter                        | Alan van Sprang       | 1.01–2.20, 3.09                               | Ronald Nitschke                                                                             |
| Maureen                               | Mensch                              | Shailene Garnett      | 1.01–1.07                                     | Angelina Geisler                                                                            |
| Captain Susanna Vargas                | Mensch                              | Lisa Marcos           | 1.01–1.02, 1.07                               | Mareile Moeller                                                                             |
| Dorothea „Dot“ Rolands                | Hexenmeister                        | Vanessa Matsui        | 1.01–1.02, 2.02–2.17                          | Esra Vural (Staffel 1) Mareile Moeller (Folge 2.02 bis 2.13) Sonja Tieschky (ab Folge 2.17) |
| Alaric Rodriguez                      | Werwolf                             | Joel Labelle          | 1.01–2.10                                     |                                                                                             |
| Hodge Starkweather                    | Shadowhunter                        | Jon Cor               | 1.02–2.04                                     | Jesco Wirthgen                                                                              |
| Raphael Santiago                      | Vampir                              | David Castro          | 1.02–3.04, 3.11–3.22                          | Sebastian Kluckert                                                                          |
| Camille Belcourt                      | Vampir                              | Kaitlyn Leeb          | 1.03–2.04                                     | Damineh Hojat                                                                               |
| Meliorn                               | Elbe                                | Jade Hassouné         | 1.03–1.10, 2.09–3.01, 3.12–3.22               | Steven Merting                                                                              |
| Elaine Lewis                          | Mensch                              | Christina Cox         | 1.04–1.09, 2.03–2.06, 2.16, 3.09–3.10         | Antje Thiele (Staffel 1) Juana von Jascheroff (ab Staffel 2)                                |
| Maryse Lightwood                      | Shadowhunter                        | Nicola Correia-Damude | 1.05–2.01, 2.08, 2.14–3.22                    | Svantje Wascher                                                                             |
| Robert Lightwood                      | Shadowhunter                        | Paulino Nunes         | 1.06–1.13, 2.16, 2.18, 3.22                   | Felix Spieß                                                                                 |
| Max Lightwood                         | Shadowhunter                        | Jack Fulton           | 1.06, 1.08, 2.08–2.18, 3.22                   | Jaron Müller (Staffel 1) Leonard Max Kühne (ab Staffel 2)                                   |
| Rebecca Lewis                         | Mensch                              | Holly Deveaux         | 1.07, 2.05, 2.16, 3.09–3.10, 3.18             | Alice Bauer (Staffel 1) Leonie Dubuc (Folge 2.05) Anita Hopt (Folge 2.16)                   |
| Lydia Branwell                        | Shadowhunter                        | Stephanie Bennett     | 1.08–2.04                                     | Nadine Zaddam (Staffel 1) Vera Bunk (Staffel 2)                                             |
| Raj                                   | Shadowhunter                        | Raymond Ablack        | 1.09–1.10, 2.03–2.08                          | Bernd Egger                                                                                 |
| Imogen Herondale                      | Shadowhunter                        | Mimi Kuzyk            | 1.11, 2.11–2.13, 2.19, 3.01, 3.07             | Traudel Haas (Staffel 1) Sabine Walkenbach (Staffel 2)                                      |
| Victor Aldertree                      | Shadowhunter                        | Nick Sagar            | 2.01–2.10, 3.17                               | Valentin Stilu                                                                              |
| Dr. Iris Rouse                        | Hexenmeister                        | Stephanie Belding     | 2.05, 2.08, 3.09, 3.11, 3.17                  | Diana Borgwardt                                                                             |
| Madzie                                | Hexenmeister                        | Ariana Williams       | 2.05, 2.08–2.10, 2.19, 3.02, 3.11, 3.19, 3.22 | Isabell Reiß                                                                                |
| Sister Cleophas Graymark              | Shadowhunter/ Eiserne Schwester     | Lisa Berry            | 2.06–2.07, 2.17, 3.05                         | Ilka Teichmüller                                                                            |
| Sebastian Verlac/Jonathan Morgenstern | Shadowhunter (mit Dämonenblut)      | Will Tudor            | 2.11–3.03                                     | Bastian Sierich (Folge 2.11 bis 3.03) Christopher Kohn (Folge 3.10)                         |
| Sebastian Verlac/Jonathan Morgenstern | Shadowhunter (mit Dämonenblut)      | Luke Baines           | 3.11–3.22                                     | Jannik Schümann                                                                             |
| Olivia „Ollie“ Wilson                 | Mensch (Mundie)                     | Alexandra Ordolis     | 2.11–3.10                                     | Ann Vielhaben                                                                               |
| Seelie Queen                          | Elbenkönigin                        | Lola Flanery          | 2.14, 2.18–3.01, 3.08–3.16, 3.22              | Milena Rybiczka                                                                             |
| Seelie Queen                          | Elbenkönigin                        | Sarah Hyland          | 2.19–2.20                                     | Daniela Molina                                                                              |
| Seelie Queen                          | Elbenkönigin                        | Kimberly-Sue Murray   | 3.08, 3.16–3.22                               | Lara Trautmann                                                                              |
| Heidi McKenzie                        | Vampir                              | Tessa Mossey          | 2.15, 3.03–3.15                               | Marthe Römer (Folge 2.15) Johanna Schmoll (ab Folge 3.03)                                   |
| Aline Penhallow                       | Shadowhunter                        | Eileen Li             | 2.15                                          | Olivia Büschken                                                                             |
| Aline Penhallow                       | Shadowhunter                        | Jacky Lai             | 3.15–3.22                                     | Olivia Büschken                                                                             |
| Bartholomew Bat" Velasquez            | Werwolf                             | Kevin Alves           | 2.18–3.07, 3.13, 3.20–3.22                    | Patrik Cieslik                                                                              |
| Catarina Loss                         | Hexe                                | Sophia Walker         | 2.19–3.22                                     | Shanti Chakraborty                                                                          |
| Lilith                                | Größererdämon/ Mutter aller Dämonen | Anna Hopkins          | 2.20–3.10, 3.16–3.22                          | Vera Bunk (Staffel 3)                                                                       |
| Dr. Charlie Cooper                    | Mensch                              | Brooks Darnell        | 3.01–3.06                                     | Adam Nümm                                                                                   |
| Lorenzo Rey                           | Hexenmeister                        | Javier Munoz          | 3.02, 3.09–3.22                               | Peter Lontzek                                                                               |
| Jordan Kyle                           | Werwolf                             | Chai Hansen           | 3.04–3.20                                     | Tom Raczko                                                                                  |
| Andrew Underhill                      | Shadowhunter                        | Steve Byers           | 3.04–3.06, 3.14–3.15, 3.21–3.22               | Florian Hoffmann                                                                            |
| Jia Penhallow                         | Shadowhunter                        | Francoise Yip         | 3.07–3.11                                     | Dorette Hugo                                                                                |
| Asmodeus                              | Größerer Dämon / Dämonenfürst       | Jack Yang             | 3.10, 3.18–3.20                               | Nicolas Böll                                                                                |
| Helen Blackthorn                      | Halb-Shadowhunter, Halb-Elbin       | Sydney Meyer          | 3.17–3.22                                     | Flavia Vinzens                                                                              |

## Episodenliste

### Staffel 1
| Nr. (ges.) | Nr. (St.) | Deutscher Titel                            | Originaltitel                    | Erstausstrahlung USA | Deutschsprachige Erstausstrahlung (D/A/CH) | Regie               | Drehbuch          | Zuschauer (USA) |
| ---------- | --------- | ------------------------------------------ | -------------------------------- | -------------------- | ------------------------------------------ | ------------------- | ----------------- | --------------- |
| 1          | 1         | Der Kelch der Engel                        | The Mortal Cup                   | 12. Jan. 2016        | 13. Jan. 2016                              | McG                 | Ed Decter         | 1,82 Mio.       |
| 2          | 2         | Der Abstieg in die Hölle ist kein Leichtes | The Descent Into Hell Isn't Easy | 19. Jan. 2016        | 20. Jan. 2016                              | Mick Garris         | Ed Decter         | 1,01 Mio.       |
| 3          | 3         | Tödliche Party                             | Dead Man's Party                 | 26. Jan. 2016        | 27. Jan. 2016                              | Andy Wolk           | Marjorie David    | 0,98 Mio.       |
| 4          | 4         | Der Erinnerungsdämon                       | Raising Hell                     | 2. Feb. 2016         | 3. Feb. 2016                               | Tawnia McKiernan    | Michael Reisz     | 0,96 Mio.       |
| 5          | 5         | Moo Shu zum Mitnehmen                      | Moo Shu to Go                    | 9. Feb. 2016         | 10. Feb. 2016                              | Kelly Makin         | Angel Dean Lopez  | 0,95 Mio.       |
| 6          | 6         | Menschen und Engel                         | Of Men and Angels                | 16. Feb. 2016        | 17. Feb. 2016                              | Oz Scott            | Y. Shireen Razack | 0,98 Mio.       |
| 7          | 7         | Die Großen Arcana                          | Major Arcana                     | 23. Feb. 2016        | 24. Feb. 2016                              | J. Miles Dale       | Peter Binswanger  | 0,84 Mio.       |
| 8          | 8         | Böses Blut                                 | Bad Blood                        | 1. März 2016         | 2. März 2016                               | Jeremiah S. Chechik | Allison Rymer     | 0,87 Mio.       |
| 9          | 9         | Erhebt euch                                | Rise Up                          | 8. März 2016         | 9. März 2016                               | J. Miller Tobin     | Hollie Overton    | 0,95 Mio.       |
| 10         | 10        | Die Welt steht Kopf                        | This World Inverted              | 15. März 2016        | 16. März 2016                              | J. Miles Dale       | Y. Shireen Razack | 0,78 Mio.       |
| 11         | 11        | Blut gesellt sich zu Blut                  | Blood Calls to Blood             | 22. März 2016        | 23. März 2016                              | Mairzee Almas       | Marjorie David    | 0,78 Mio.       |
| 12         | 12        | Malec                                      | Malec                            | 29. März 2016        | 30. März 2016                              | James Marshall      | Michael Reisz     | 0,82 Mio.       |
| 13         | 13        | Morgenstern                                | Morning Star                     | 5. Apr. 2016         | 6. Apr. 2016                               | J. Miles Dale       | Peter Binswanger  | 0,76 Mio.       |

### Staffel 2
| Nr. (ges.) | Nr. (St.) | Deutscher Titel                               | Originaltitel                      | Erstausstrahlung USA | Deutschsprachige Erstausstrahlung (D/A/CH) | Regie                      | Drehbuch                      | Zuschauer (USA) |
| ---------- | --------- | --------------------------------------------- | ---------------------------------- | -------------------- | ------------------------------------------ | -------------------------- | ----------------------------- | --------------- |
| 14         | 1         | Schuldiges Blut                               | This Guilty Blood                  | 2. Jan. 2017         | 3. Jan. 2017                               | Matthew Hastings           | Michael Reisz                 | 1,19 Mio.       |
| 15         | 2         | Tor zur Finsternis                            | A Door Into the Dark               | 9. Jan. 2017         | 10. Jan. 2017                              | Andy Wolk                  | Y. Shireen Razack             | 0,75 Mio.       |
| 16         | 3         | Der verlorene Parabatai                       | Parabatai Lost                     | 16. Jan. 2017        | 17. Jan. 2017                              | Gregory Smith              | Peter Binswanger              | 0,81 Mio.       |
| 17         | 4         | Tag des Zorns                                 | Day of Wrath                       | 23. Jan. 2017        | 24. Jan. 2017                              | Joe Lazarov                | Jamie Gorenberg               | 0,64 Mio.       |
| 18         | 5         | Staub und Schatten                            | Dust and Shadows                   | 30. Jan. 2017        | 31. Jan. 2017                              | Salli Richardson-Whitfield | Zac Hug                       | 0,58 Mio.       |
| 19         | 6         | Eiserne Schwester                             | Iron Sisters                       | 6. Feb. 2017         | 7. Feb. 2017                               | Mike Rohl                  | Allison Rymer                 | 0,65 Mio.       |
| 20         | 7         | Wie bist du gefallen                          | How Are Thou Fallen                | 13. Feb. 2017        | 14. Feb. 2017                              | Ben Bray                   | Hollie Overton                | 0,55 Mio.       |
| 21         | 8         | Die Liebe ist ein Teufel                      | Love Is a Devil                    | 20. Feb. 2017        | 21. Feb. 2017                              | Catriona McKenzie          | Y. Shireen Razack             | 0,67 Mio.       |
| 22         | 9         | Der Bluteid                                   | Bound by Blood                     | 27. Feb. 2017        | 28. Feb. 2017                              | Matt Hastings              | Peter Binswanger              | 0,52 Mio.       |
| 23         | 10        | Beim ersten Morgengrauen                      | By the Light of Dawn               | 6. März 2017         | 7. März 2017                               | Joshua Butler              | Darren Swimmer & Todd Slavkin | 0,64 Mio.       |
| 24         | 11        | Mea Maxima Culpa                              | Mea Maxima Culpa                   | 5. Juni 2017         | 6. Juni 2017                               | Matt Hastings              | Michael Reisz                 | 0,71 Mio.       |
| 25         | 12        | Du gehörst nicht dir                          | You Are Not Your Own               | 12. Juni 2017        | 13. Juni 2017                              | Bille Woodruff             | Jamie Gorenberg               | 0,55 Mio.       |
| 26         | 13        | Jene mit Deamonenblut                         | Those of Deamon Blood              | 19. Juni 2017        | 20. Juni 2017                              | Michael Goi                | Zac Hug                       | 0,59 Mio.       |
| 27         | 14        | Das Lichte Volk                               | The Fair Folk                      | 26. Juni 2017        | 27. Juni 2017                              | Chris Grismer              | Taylor Mallory                | 0,66 Mio.       |
| 28         | 15        | Ein Erinnerungsproblem                        | A Problem of Memory                | 10. Juli 2017        | 11. Juli 2017                              | Peter DeLuise              | Allison Rymer                 | 0,46 Mio.       |
| 29         | 16        | Tag der Sühne                                 | Day of Atonement                   | 17. Juli 2017        | 12. Juli 2017                              | Paul Wesley                | Peter Binswanger              | 0,59 Mio.       |
| 30         | 17        | Ein düsteres Spiegelbild                      | A Dark Reflection                  | 24. Juli 2017        | 25. Juli 2017                              | Jeffrey Hunt               | Hollie Overton                | 0,60 Mio.       |
| 31         | 18        | Erwacht, aufgestiegen oder für immer gefallen | Awake, Arise, or Be Forever Fallen | 31. Juli 2017        | 1. Aug. 2017                               | Amanda Row                 | Jamie Gorenberg               | 0,63 Mio.       |
| 32         | 19        | Sei gegrüßt und lebe Wohl                     | Hail and Farewell                  | 7. Aug. 2017         | 8. Aug. 2017                               | Matt Hastings              | Bryan Q. Miller               | 0,60 Mio.       |
| 33         | 20        | Neben stillem Wasser                          | Beside Still Water                 | 14. Aug. 2017        | 15. Aug. 2017                              | Matt Hastings              | Todd Slavkin & Darren Swimmer | 0,59 Mio.       |

### Staffel 3
| Nr. (ges) | Nr. (St.) | Deutscher Titel                  | Originaltitel               | Erstausstrahlung USA | Deutschsprachige Erstausstrahlung (D/A/CH) | Regie                       | Drehbuch                                                  |
| --------- | --------- | -------------------------------- | --------------------------- | -------------------- | ------------------------------------------ | --------------------------- | --------------------------------------------------------- |
| 34        | 1         | Auf höllischem Boden             | On Infernal Ground          | 20. März 2018        | 21. März 2018                              | Matthew Hastings            | Todd Slavkin, Darren Swimmer                              |
| 35        | 2         | Höhere Mächte                    | The Powers That Be          | 27. März 2018        | 28. März 2018                              | Peter DeLuise               | Peter Binswanger                                          |
| 36        | 3         | Hinter der Wahrheit              | What Lies Beneath           | 3. April 2018        | 4. April 2018                              | Amanda Row                  | Alex Schlemmer                                            |
| 37        | 4         | Lass dich belehren               | Thy Soul Instructed         | 10. April 2018       | 11. April 2018                             | Emile Levisetti             | Jamie Gorenberg                                           |
| 38        | 5         | Stärker als der Himmel           | Stronger than Heaven        | 17. April 2018       | 18. April 2018                             | Geoff Shotz                 | Brian Millikin                                            |
| 39        | 6         | Ein Fenster zu einem leeren Raum | A Window Into an Empty Room | 24. April 2018       | 25. April 2018                             | Alexis Ostrander            | Aisha Porter-Christie                                     |
| 40        | 7         | Salz in der Wunde                | Salt in the Wound           | 1. Mai 2018          | 2. Mai 2018                                | Joshua Butler               | Celeste Vasquez                                           |
| 41        | 8         | Ein Weg in die Dunkelheit        | A Heart of Darkness         | 8. Mai 2018          | 9. Mai 2018                                | Ari Sandel                  | Jamie Gorenberg                                           |
| 42        | 9         | Familia Onte Omnia               | Familia Ante Omnia          | 15. Mai 2018         | 16. Mai 2018                               | Matthew Hastings            | Taylor Mallory                                            |
| 43        | 10        | Erchomai                         | Erchomai                    | 15. Mai 2018         | 16. Mai 2018                               | Jeffrey G. Hunt             | Bryan Q. Miller                                           |
| 44        | 11        | Verlorene Seelen                 | Lost Souls                  | 25. Februar 2019     | 26. Februar 2019                           | Matthew Hastings            | Todd Slavkin & Darren Swimmer                             |
| 45        | 12        | Erbsünde                         | Original Sin                | 4. März 2019         | 5. März 2019                               | Matthew Hastings            | Alex Schemmer                                             |
| 46        | 13        | Beati Bellicosi                  | Beati Bellicosi             | 11. März 2019        | 12. März 2019                              | Mike Rohl                   | Brian Millikin                                            |
| 47        | 14        | Kuss einer Rose                  | A Kiss from a Rose          | 18. März 2019        | 19. März 2019                              | Salli Richardson-Whitefield | Zoe Broad                                                 |
| 48        | 15        | Auf die Kinder der Nacht         | To the Night Children       | 25. März 2019        | 26. März 2019                              | Siluck Saysanasy            | Peter Binswanger                                          |
| 49        | 16        | Bleib bei mir                    | Stay with Me                | 1. April 2019        | 2. April 2019                              | Amanda Row                  | Aisha Porter-Christie                                     |
| 50        | 17        | Himmlisches Feuer                | Heavenly Fire               | 8. April 2019        | 9. April 2019                              | Shannon Kohli               | Celeste Vasquez                                           |
| 51        | 18        | Die Bestie in dir                | The Beast Within            | 15. April 2019       | 16. April 2019                             | Joshua Butler               | Taylor Mallory                                            |
| 52        | 19        | Aku Cinta Kamu                   | Aku Cinta Kamu              | 22. April 2019       | 23. April 2019                             | Todd Slavkin                | Jamie Gorenberg                                           |
| 53        | 20        | City of Glass                    | City of Glass               | 29. April 2019       | 30. April 2019                             | Matthew Hastings            | Bryan Q. Miller                                           |
| 54        | 21        | Bündnis                          | Alliance                    | 6. Mai 2019          | 7. Mai 2019                                | Todd Slavkin                | Jamie Gorenberg & Peter Binswanger Idee : Bryan Q. Miller |
| 55        | 22        | Nichts hält ewig                 | All Good Things …           | 6. Mai 2019          | 7. Mai 2019                                | Todd Slavkin                | Todd Slavkin & Darren Swimmer                             |